# Вікові дуби (Тернопільська область)
Вікові́ дуби́ — ботанічна пам'ятка природи місцевого значення в Україні. Пам'ятка природи розташована на території Чортківського району Тернопільської області, кв. 1, 7 Кам'янець-Подільського лісництва Чернівецького військового лісгоспу, поблизу селища Скала-Подільська. 
Площа — 0,08 га, статус отриманий у 1990 році.